# Iglesia de San Millán (Salinas de Léniz)
La iglesia de San Millán es un inmueble de la localidad española de Salinas de Léniz, en la provincia de Guipúzcoa.

## Descripción
El edificio se encuentra en la localidad española de Salinas de Léniz, perteneciente a la provincia de Guipúzcoa, en la comunidad autónoma del País Vasco. Se menciona como iglesia parroquial del lugar en el Diccionario histórico-geográfico-descriptivo de los pueblos, valles, partidos, alcaldías y uniones de Guipúzcoa (1862) de Pablo de Gorosábel, donde aparece descrita con las siguientes palabras:

La iglesia parroquial de esta villa es de la advocacion de San Millan; la cual se halla servida por cuatro beneficiados; dos de racion entera, y los otros dos de media. La eleccion del que de ellos haya de ejercer las funciones de cura párroco se hace por el obispo de la diócesis. Con arreglo al plan beneficial establecido en el año de 1587, las vacantes de los beneficios debían proveerse por los mismos beneficiados existentes en hijos nacidos y bautizados en la propia villa.
(Gorosábel, 1862, p. 430)